# العلاقات الهندية اليونانية
العلاقات الهندية اليونانية هي العلاقات الثنائية التي تجمع بين الهند واليونان.

## مقارنة بين البلدين
هذه مقارنة عامة ومرجعية للدولتين:
| وجه المقارنة                                              | الهند                       | اليونان                                                                             |
| --------------------------------------------------------- | --------------------------- | ----------------------------------------------------------------------------------- |
| المساحة (كم2)                                             | 3.29 مليون                  | 131.96 ألف                                                                          |
| عدد السكان (نسمة)                                         | 1.35 مليار                  | 10.76 مليون                                                                         |
| الكثافة السكانية (ن./كم²)                                 | 410.33                      | 81.54                                                                               |
| العاصمة                                                   | نيودلهي                     | أثينا، نافبليو                                                                      |
| اللغة الرسمية                                             | اللغة الهندية، لغة إنجليزية | لغة يونانية، اليونانية الديموطيقية ‏                                                 |
| العملة                                                    | روبية هندية                 | يورو، دراخما، فينيكس يوناني ‏                                                        |
| الناتج المحلي الإجمالي (بليون دولار)                      | 2.60 تريليون                | 200.29 مليار                                                                        |
| الناتج المحلي الإجمالي (تعادل القوة الشرائية) بليون دولار | 8.00 تريليون                | 285.45 مليار                                                                        |
| الناتج المحلي الإجمالي الاسمي للفرد دولار أمريكي          | 1.60 ألف                    | 18.00 ألف                                                                           |
| الناتج المحلي الإجمالي للفرد دولار أمريكي                 | 5.70 ألف                    | 26.85 ألف                                                                           |
| مؤشر التنمية البشرية                                      | 0.609                       | 0.865                                                                               |
| رمز المكالمات الدولي                                      | +91                         | +30                                                                                 |
| رمز الإنترنت                                              | .in، .भारत ‏، .بھارت ‏،        | .gr                                                                                 |
| المنطقة الزمنية                                           | ت ع م+05:30، توقيت الهند    | توقيت شرق أوروبا، ت ع م+02:00، ت ع م+03:00، توقيت شرق أوروبا الصيفي ‏، أوروبا/أثينا ‏ |

## مدن متوأمة
في ما يلي قائمة باتفاقيات التوأمة بين مدن هندية ويونانية:
- ترتبط كلكتا مع سلانيك باتفاقية توأمة.

## منظمات دولية مشتركة
يشترك البلدان في عضوية مجموعة من المنظمات الدولية، منها:
| علم المنظمة | اسم المنظمة                        | تاريخ انضمام الهند | تاريخ انضمام اليونان |
| ----------- | ---------------------------------- | ------------------ | -------------------- |
|             | يونسكو                             | 4 نوفمبر 1946      | 4 نوفمبر 1946        |
|             | الفريق المعني برصد الأرض           | ?                  | ?                    |
|             | مؤسسة التمويل الدولية              | 20 يوليو 1956      | 26 سبتمبر 1957       |
|             | منظمة حظر الأسلحة الكيميائية       | ?                  | ?                    |
|             | مؤسسة التنمية الدولية              | 24 سبتمبر 1960     | 9 يناير 1962         |
|             | منظمة التجارة العالمية             | 1995               | 1995                 |
|             | نظام تحكم تكنولوجيا القذائف        | 2016               | 1992                 |
|             | وكالة ضمان الاستثمار متعدد الأطراف | 6 يناير 1994       | 30 أغسطس 1993        |
|             | الاتحاد البريدي العالمي            | ?                  | ?                    |
|             | منظمة الشرطة الجنائية الدولية      | ?                  | ?                    |
|             | الأمم المتحدة                      | 30 أكتوبر 1945     | 25 أكتوبر 1945       |
|             | الاتحاد الدولي للاتصالات           | 1869               | 1866                 |
|             | البنك الدولي للإنشاء والتعمير      | 27 ديسمبر 1945     | 27 ديسمبر 1945       |
|             | المنظمة الهيدروغرافية الدولية      | ?                  | ?                    |

## أعلام
هذه قائمة لبعض الشخصيات التي تربطها علاقات بالبلدين:
- إيلي أفرام (ممثلة سويدية، 29 يوليو 1990 – )
- جورج بيكر (28 أكتوبر 1945 – )

## وصلات خارجية
- موقع وزارة الخارجية الهندية
- موقع وزارة الخارجية اليونانية